# Robert von Schröder
Emil Friedrich Robert von Schröder (* 4. September 1807 in Kolberg; † 11. August 1894 in Lübchow) war ein deutscher Rittergutsbesitzer und Politiker.

## Leben

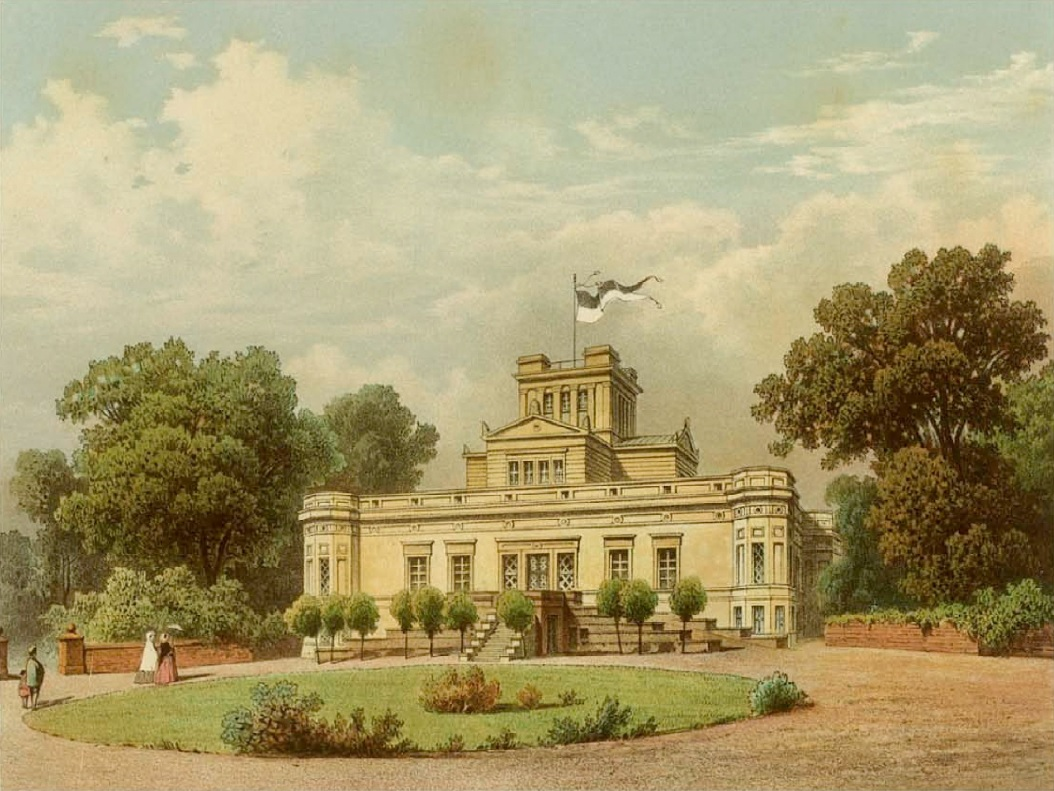
Herrenhaus um 1863/64 in der Sammlung Duncker

Robert Schröder war ein Sohn des Kolberger Kaufmanns Ernst Friedrich Schröder, der 1812 das Rittergut Lübchow im Kreis Fürstenthum erwarb. Robert Schröder besuchte die Schule in Gnadenfeld und das Gymnasium zum Grauen Kloster in Berlin. Er studierte Rechtswissenschaften und Cameralia in Berlin und Heidelberg. Nach zweijähriger Tätigkeit bei einem Gericht übernahm er nach dem Tod seines Vaters die Bewirtschaftung seines ererbten Gutes Lübchow. Den 1824 abgebrannten Gutsbetrieb legte er an einer neuen Stelle im Süden des Dorfes an und errichtete ein Herrenhaus mit einem großen Park. Er nutzte dazu seine Möglichkeiten als größter Kalkanbaufabrikant in Pommern. Schröder war Vorstand des Körlin-Belgarder Ökonomischen Zweigvereins, Kreisdeputierter und schrieb für landwirtschaftliche Zeitungen. Mitte der 1840er Jahre widmete sich Schröder intensiv der Pferdezucht und war später auch Mitglied in den dazugehörigen Fachverbänden.
Von 1859 bis 1862 war er Mitglied des Preußischen Abgeordnetenhauses. Am 18. Oktober 1861 wurde er anlässlich der Krönung Wilhelms I. geadelt. Von 1867 bis 1871 war Robert von Schröder Abgeordneter des Wahlkreises Köslin 3 (Kreis Fürstenthum) im Reichstag des Norddeutschen Bundes. Hierdurch war er auch von 1868 bis 1870 Mitglied des Zollparlaments. Er gehörte der Konservativen Partei an.
Von 1872, zunächst als Verwalter bestellt, bis 1878 war er der erste Landrat des nach der Aufteilung des Kreises Fürstenthum neugebildeten Kreises Kolberg-Körlin. Seine Verwandten, hier die Nachfahren seiner Schwester Laura Emma Henriette (* 1806; † 1895), verheiratet mit dem Oberstleutnant Otto Friedrich von Wedel († 1870), führten teils seit 1895, respektive 1897, den Namen von Wedel-Schroeder. Nach Schröders Tod war Lauras Enkel, der kgl. preuß. Leutnant, Bruno von Wedel-Lübchow  (* 1868; † 1911) kurzzeitig örtlicher Gutsinhaber, Lübchow wurde 1903 an Friedrich Schumann (1873–1913) veräußert.